# Carstvo sunca (1987.)
Carstvo sunca (eng. Empire of the Sun) je povijesna drama Stevena Spielberga s Christianom Baleom, Johnom Malkovichem i Mirandom Richardson temeljena na istoimenom romanu J.G. Ballarda. Film je hvaljen od strane kritike, a nominiran je za šest Oscara. Osvojio je tri BAFTA nagrade (za fotografiju, zvuk i glazbu).
Priča je poluživotopis pisca Ballarda o njegovom djetinjstvu. Ime glavnog junaka u filmu, James Graham, je isto kao i Ballardovo.

## Radnja
U Šangaju 1941., u predvečerje japanske okupacije stranih četvrti Šangaja (sam grad je pao još 1937.), dječak, James "Jamie" i kasnije "Jim" Graham (Christian Bale), vodi prvilegiran život. Njegov otac je bogati britanski biznismen koji posjeduje veliku kuću u predgrađu Šangaja. Jim pohađa eksluzivnu školu gdje pjeva u zboru te općenito zazire od kineske kulture i ljudi koji ga svakodnevno okružuju. Jamie se bezobrazno odnosi i prema slugama njegova oca. Ludo je zaljubljen u avione i sanja da postane pilot lovca.
Za nekoliko dana počinje okupacija Šangaja, a njegova obitelj se nalazi na kostimiranoj zabavi. Jamiejev otac preseljava obitelj u hotel u centru grada. Počinje evakuacija grada. Istjerani iz svoje limuzine, obitelj Graham se nađe usred marširajuće japanske vojske. Jamie i njegova majka se prisilno odvajaju od oca, a za nekoliko trenutaka Jamie izgubi i majku u mnoštvu. Majka mu dovikne da ide kući dok je odnosi rulja. Jamie odlazi kući i pronalazi napušten dom. Na ulaznim vratima stoji natpis da je kuća u vlasništvu japanskog cara. Pronalazi znakove borbe u majčinoj sobi i dvojicu sluga kako odnose namještaj iz kuće. Upitavši ih što rade, zaprepasti se kad mu nijedan od njih ne odgovori nego ga jedan ošamari.
Jamie počne živjeti u kući čekajući da mu se vrate roditelji. Iako se ne pokazuje koliko je vremena prošlo, po smanjenju razine vode u bazenu može se zaključiti kako je prošlo nekoliko mjeseci. On odlazi u Šangaj i ugleda kako su ga okupirali Japanci. Jedno kinesko siroče ga počne naganjati po gradskim uličicama. Pokušavši pobjeći, umalo ne završava pod kamionom kojeg vozi Amerikanac, Frank. Frank odvodi Jamieja svom partneru, Basieju, egocentričnom Amerikancu koji se skriva u napuštenom teretnom brodu u luci. Vješto ukrade nekoliko Jamiejevih stvari i pretpostavi da su dječakovi roditelji zarobljeni s ostalim Britancima koji nisu mogli napustiti Šangaj. Basie daje Jamieju novi nadimak, "Jim".
Basie i Frank se pokušavaju riješiti Jima, nudeći ga na prodaju Kinezu koji bi ga koristio kao manualnog radnika. Nakon što ga odluče ostaviti na ulici, Jim im kaže da će im pokazati kuće u svojem bivšem susjedstvu u kojem bi se mogli domoći "lijepog plijena". Odlaze u Jimovu staru kuću, ali ih ondje zarobljavaju japanski vojnici koji su naselili kuću. Trojac biva odveden u privremeni kažnjenički logor s užasnim uvjetima života. Nakon nekoliko dana, počinje selekcija; oni koji se odaberu bit će poslani u zatočeništvo izvan Šangaja. Basie je odabran, ali Jim nije. Jim počne moliti Basieja da ga povede sa sobom, ali ga ovaj ignorira. Jimova upornost na kraju se isplati; uspijeva uvjeriti japanskog narednika i vozača kamiona, koje je vidio kako raspravljaju nad kartom, da zna lokaciju kampa. Dopuštaju mu da bude vodič vozaču do logora Soochow Creek. Putnici stižu u Soochow Creek i ubrzo bivaju zaposleni na izgradnji piste za japansko zrakoplovstvo. Jim se odvoji od skupine i, kao u snu, pronalazi nekoliko japanskih lovaca i njihovih ponosnih pilota.
Priča se nastavlja u 1945., nekoliko mjeseci prije kraja Pacifičke kampanje. Jimu je sada 13 ili 14 godina i živi relativno dobro, unatoč slabim uvjetima u logoru. Ima široku trgovačku mrežu, u koju je uključen i zapovjednik logora, narednik Nagata. Školuje se kod britanskog liječnika, dr. Rawlinsa (Nigel Havers) koji nikako ne može naučiti Jima poniznosti.
Jim se kroz bodljikavu žicu "sprijateljuje" s japanskim tinejdžerom koji također sanja da postane pilot.
Svaki dan posjećuje Basieja u barakama za muškarce. Jimu se sve više počinju sviđati Amerikanci; njihov životni stil mnogo je opušteniji i zabavniji od ukočenosti njegovih sunarodnjaka Britanaca. S njima razgovara o avionima i saznaje da je North American P-51 "zračni Cadillac". Jimov cilj je impresionirati Basieja kako bi se mogao preseliti u američke barake. Kasnije spašava dr. Rawlinsa od odmazde narednika Nagate, koji u inat pretuče liječnika. Dok on leži krvareći na trijemu logorske bolnice, Jim naredniku održi ponizni govor, a ovaj ga prestaje mlatiti i odlazi. Kao nagradu, doktor daje Jimu par cipela za golf koje su pripadale preminulom pacijentu.
Jim dobiva priliku impresionirati Basieja nakon što mu ovaj naredi da postavi zamke oko žica logora kako bi uhvatili fazane za koje Basie tvrdi da ih je tamo vidio. Jim otpuže u močvaru neopažen, ali za sobom ostavlja cipele za golf koje pronalazi Nagata i polazi u močvaru kako bi pronašao vlasnika. U trenutku kad ga je trebao ugledati, Nagati pozornost skreće japanski dječak iz zrakoplovne baze s druge strane žice. Jim uspijeva pobjeći neopažen, a kako je postavio zamke, dozvoljeno mu je useljenje u američke barake odmah do Basieja. Dobiva i Frankov krevet.
U međuvremenu, Basie je kovao plan kako pobjeći iz logora. Iako nije eksplicitno otkriven, Basiejev razlog za slanje Jima u močvaru bio je način za provjeru ima li na tom području mina. Dok koriste kompas ručne izrade, u barake neočekivano ulijeće Nagata. Postaje razjaren nakon što je ugledao komad sapuna koji je Jim malo prije toga potajno ukrao. Pretuče Basieja koji završava u ambulanti. Dok je dobivao batine, Basie je naredio Jimu da mu čuva stvari. Jim se pokazuje nedorastao zadatku, a Basiejeve stvari pokradu drugi muškarci iz barake. Jim posramljen napušta američke barake.
Jednog jutra u zoru, Jim ugleda kamikaza ritual s trojicom japanskih pilota u zrakoplovnoj bazi. Obuzet emocijama ugledavši ozbiljnost ceremonije, počne pjevati istu velšku himnu koju je pjevao u zboru u Šangaju. Dok piloti odlaze na svoje samoubilačke misije, bazu iznenada napadaju moćni P-51 Mustanzi za koje je Jim čuo. On otrči na krov zgrade, gdje ugleda kako mu jedan pilot maše. Uzbuđen, on ih počne bodriti. Baza za nekoliko minuta biva teško oštećena. Dr. Rawlins pronalazi Jima na krovu, koji je ugrožen od bombi koje padaju uokolo. Jim se okreće prema doktoru i počne mu uzbuđeno govoriti te postane histeričan. Čini se da je događaj snažno utjecao na Jima i on doživljava živčani slom. Rawlins oštro vraća Jima u stvarnost rekavši mu "da ne razmišlja toliko".
Japanci odlučuju evakuirati logor. Jim se sav uzbuđen vraća u američke barake kako bi rekao Basieju i shvaća da mu je prijatelj već pobjegao. Rastuži se činjenicom da ga je Basie napustio zbog drugog američkog zarobljenika, Daintyja (Ben Stiller u svom filmskom debiju) pogotovo zato što mu se učinilo da će ga povesti sa sobom.
U međuvremenu, posljednji preostali japanski lovac ne uspijeva poletjeti. Pilot lovca je japanski tinejdžer koji se rasplače od srama.
Zarobljenici iz logora polaze u Nantow gdje im je obećana hrana. Mnogi umiru za vrijeme puta, uključujući gđu. Victor, Britanku koja je bila Jimov susjed u Suzhouu. Dok Jim sjeda uz njeno tijelo na stadionu u Nantowu, ugleda jarko svjetlo na nebu na istoku. Pomisli da je to duša gđe. Victor koja putuje u raj, ali kasnije preko radija saznaje da je to bio odsjaj atomske bombe bačene na Japan, stotinama kilometara daleko.
Izgladnio i slab, Jim teškom mukom dopješači do logora u Soochowu. Putujući kroz rižina polja, primijeti cilindrične predmete pričvršćene za padobrane kako padaju s neba. U njima su pribor za prvu pomoć Crvenog križa i hrana. Jim napuni padobran potrepštinama i dolazi u logor. Pronalazi onog istog mladog Japanca kako svojom katanom bijesno reže biljke u močvari. Dječak se smiri, ponudi Jimu mango i počne ga sjeći svojim mačem. Trenutak poslije ga ustrijeli jedan od Basiejevih prijatelja, koji je došao u logor pljačkati namirnice. Jim se razbjesni i odgurne u močvaru čovjeka koji mu je ubio prijatelja i počne ga tući. Basie ga odvuče i obeća mu da će ga vratiti u Šangaj kako bi pronašao svoje roditelje. Jim odbija i ostaje.
Pronalazi ga postrojba američkih vojnika. Poslan je natrag u Šangaj i smješten s drugom djecom koja su izgubila roditelje. Jim, očito uplašeniji svojim iskustvima tijekom rata nego druga djeca, ne prepoznaje svoje roditelje koji su došli u dom i jedva ga prepoznali. Majka ga konačno prepoznaje u gomili. Jim pada u majčino naručje i noćna mora završava.

## Glumci
| Glumac             | Lik                        |
| ------------------ | -------------------------- |
| Christian Bale     | James "Jim" Graham         |
| John Malkovich     | Basie                      |
| Miranda Richardson | Gđa. Victor                |
| Nigel Havers       | Dr. Rawlins                |
| Joe Pantoliano     | Frank Demarest             |
| Leslie Phillips    | Maxton                     |
| Masatō Ibu         | Narednik Nagata            |
| Emily Richard      | Mary Graham (Jimova majka) |
| Rupert Frazer      | John Graham (Jimov otac)   |
| Peter Gale         | G. Victor                  |
| Takatoro Kataoka   | Japanski dječak, kamikaza  |
| Ben Stiller        | Dainty                     |
| David Neidorf      | Tiptree                    |
| Ralph Seymour      | Cohen                      |
| Robert Stephens    | G. Lockwood                |
| Zhai Nai She       | Yang                       |
| Guts Ishimatsu     | Narednik. Uchida           |
| Emma Piper         | Amy Matthews               |
| James Walker       | G. Radik                   |
| Jack Dearlove      | Raspjevani zatvorenik      |
| Anna Turner        | Gđa. Gilmour               |
| Ann Castle         | Gđa. Phillips              |
| Yvonne Gilan       | Gđa. Lockwood              |
| Ralph Michael      | G. Partridge               |
| Sybil Maas         | Gđa. Hug                   |

## Kritike
| BAFTA nagrade                                                                        |
| ------------------------------------------------------------------------------------ |
| 1. Najbolja fotografija 2. Najbolja glazba 3. Najbolji zvuk                          |
| Udruženje za ocjenu filmova                                                          |
| 1. Najbolji redatelj 2. Najbolji film na engleskom jeziku 3. Najbolja dječja izvedba |
| Nagrade Mladi umjetnik                                                               |
| 1. Najbolji obiteljski film – drama 2. Najbolji mladi glumac                         |

Julie Salomon je napisala da je "od inteligentnog scenarija dramatičara Toma Stopparda g. Spielberg snimio izvanredan film na temelju izvanrednih ratnih iskustava g. Ballarda", a Janet Maslin iz New York Timesa nazvala je film "vizualnom divotom, golemim ostvarenjem koje se ne može zaboraviti." No, neki su kritičari imali i prigovora: Desson Howe iz Washington Posta je napisao "Čini se da Spielberg ništa ne može dočarati onakvo kako jest."
Tijekom prvog tjedna prikazivanja, film je u Sjedinjenim Državama zaradio 1,3 milijuna dolara. Ukupna domaća zarada bila je 22,2 milijuna.

### Nagrade
Carstvo sunca osvojilo je brojne nagrade, uključujući tri BAFTA-e za najbolju fotografiju, najbolju glazbu i najbolji zvuk. Na dodjeli Nagrada za mlade umjetnike, Oscara za mlade glumce, film je osvojio nagrade za najbolji dramski obiteljski film i najboljeg mladog glumca u drami za Christiana Balea. Udruženje za ocjenu filmova mu je dodijelilo nagrade u tri kategorije, uključujući najbolji film na engleskom jeziku, najboljeg redatelja i najbolju dječju izvedbu za Christiana Balea. Film je bio nominiran i za šest Oscara: za scenografiju, fotografiju, dizajn kostima, zvuk, montažu i najbolju originalnu glazbu.
Nominiran je i za dva Zlatna globusa uključujući najbolji dramski film i najbolju originalnu glazbu.

## Vanjske poveznice
- Carstvo sunca u internetskoj bazi filmova IMDb-a
- Carstvo sunca na Rotten Tomatoes
- Carstvo sunca na Box Office Mojo
- Carstvo sunca na SpielbergFilms.com